# Підводні човни типу «Ветегінен»
| Підводні човни типу «Ветегінен»                                                      | Підводні човни типу «Ветегінен»                                                                        | Підводні човни типу «Ветегінен»                                                                        |
| ------------------------------------------------------------------------------------ | --- | --- |
| Vetehis-luokan sukellusvene                                                          | | |
|                                                                                      | | |
| Підводні човни типу «Ветегінен» поблизу причалу.                                     | | |
| Верф                                                                                 | Crichton-Vulcan, Турку                                                                                 | Crichton-Vulcan, Турку                                                                                 |
| Під прапором                                                                         | Фінляндія                                                                                              | Фінляндія                                                                                              |
| Належність                                                                           | Військово-морські сили Фінляндії                                                                       | Військово-морські сили Фінляндії                                                                       |
| Замовлення                                                                           | 3 | 3 |
| Закладений                                                                           | 3 | 3 |
| Спуск на воду                                                                        | 3 | 3 |
| Введений до складу флоту                                                             | 3 | 3 |
| На службі                                                                            | 1931—1945                                                                                              | 1931—1945                                                                                              |
| Бойовий досвід                                                                       | Друга світова війна Зимова війна Війна-продовження * Кампанія на Балтійському морі                     | Друга світова війна Зимова війна Війна-продовження * Кампанія на Балтійському морі                     |
| Проєкт                                                                               | | |
| Тип ПЧ                                                                               | прибережний підводний човен                                                                            | прибережний підводний човен                                                                            |
| Попередній проєкт                                                                    | «Весікко»                                                                                              | «Весікко»                                                                                              |
| Головний конструктор                                                                 | NV Ingenieurskantoor voor Scheepsbouw                                                                  | NV Ingenieurskantoor voor Scheepsbouw                                                                  |
| Основні характеристики                                                               | | |
| Швидкість (надводна)                                                                 | 12,6 вузла (23,3 км/год)                                                                               | 12,6 вузла (23,3 км/год)                                                                               |
| Швидкість (підводна)                                                                 | 8,5 вузла (15,7 км/год)                                                                                | 8,5 вузла (15,7 км/год)                                                                                |
| Дальність плавання                                                                   | 1575 миль (2917 км) на швидкості 10 вузлів (надводна) 75 миль (139 км) на швидкості 4 вузла (підводна) | 1575 миль (2917 км) на швидкості 10 вузлів (надводна) 75 миль (139 км) на швидкості 4 вузла (підводна) |
| Екіпаж                                                                               | 30 офіцерів та матросів                                                                                | 30 офіцерів та матросів                                                                                |
| Розміри                                                                              | | |
| Довжина найбільша (по КВЛ)                                                           | 63,5 м                                                                                                 | 63,5 м                                                                                                 |
| Ширина корпусу найб.                                                                 | 6,2 м                                                                                                  | 6,2 м                                                                                                  |
| Середня осадка (по КВЛ)                                                              | 3,6 м                                                                                                  | 3,6 м                                                                                                  |
| Водотоннажність надводна                                                             | 493 тонни                                                                                              | 493 тонни                                                                                              |
| Водотоннажність підводна                                                             | 716 тонн                                                                                               | 716 тонн                                                                                               |
| Силова установка                                                                     | | |
| Дизель-електрична: 2 × дизельні двигуни Atlas 2 × електродвигуни Brown, Boveri & Cie | | |
| Гвинти                                                                               | 2 | 2 |
| Потужність                                                                           | 2 × 580 к.с. (дизелі) 2 × 300 к. с. (електродвигуни)                                                   | 2 × 580 к.с. (дизелі) 2 × 300 к. с. (електродвигуни)                                                   |
| Озброєння                                                                            | | |
| Артилерія                                                                            | 1 × 76-мм палубна гармата                                                                              | 1 × 76-мм палубна гармата                                                                              |
| Торпедно- мінне озброєння                                                            | 4 × 533-мм торпедні апарати 6 торпед                                                                   | 4 × 533-мм торпедні апарати 6 торпед                                                                   |
| ППО                                                                                  | 1 × 20-мм зенітна гармата Madsen                                                                       | 1 × 20-мм зенітна гармата Madsen                                                                       |

Підводні човни типу «Ветегінен» (фін. Vetehis-luokan sukellusvene) — тип фінських прибережених підводних човнів, побудованих суднобудівельною компанією Фінляндії Crichton-Vulcan за голландським проєктом NV Ingenieurskantoor voor Scheepsbouw у період з 1927 по 1931 рік. Загалом побудовано 3 підводні човни цього типу.
Підводні човни типу «Ветегінен» служили у фінському флоті під час Другої світової війни. Кораблі були розроблені нідерландською підставною компанією Ingenieurskantoor voor Scheepsbouw den Haag (I.v.S) (створеною Німеччиною після Першої світової війни з метою підтримки та розвитку німецького морського озброєння в обхід обмежень, визаначених Версальським договором) і побудований фінською верф'ю Crichton-Vulcan у Турку. Цей клас базувався на проєктах німецьких підводних човнах типу UB III і типу UC III часів Першої світової війни і був прототипом підводних човнів типу VII.

## Список ПЧ типу «Ветегінен»
| Човен       | Верф                   | Закладка | Спущений      | Введений до строю | Виведений | Прим.                              |
| ----------- | ---------------------- | -------- | ------------- | ----------------- | --------- | ---------------------------------- |
| «Ветегінен» | Crichton-Vulcan, Турку | 1927     | 1 червня 1930 | 13 жовтня 1930    | 1946      | у 1950-х роках розібраний на брухт |
| «Весікійсі» | Crichton-Vulcan, Турку | 1927     | 1 серпня 1930 | 2 грудня 1931     | 1946      | у 1950-х роках розібраний на брухт |
| «Іку-Турсо» | Crichton-Vulcan, Турку | 1927     | 5 травня 1931 | 13 жовтня 1931    | 1946      | у 1950-х роках розібраний на брухт |